# Amanda Aizpuriete
Amanda Aizpuriete   (Jūrmala, 28 de març de 1956 - Jūrmala, 22 d'octubre de 2023) fou una poetessa i traductora letona.

## Biografia
Va estudiar filologia i filosofia a la Universitat de Letònia i els anys 1980/1984 a l'Institut Gorki de Moscou va treballar-hi traduint obres de prosa i poesia de diverses llengües com l'alemany, rus, anglès i ucraïnès dels autors Anna Akhmàtova, Virginia Woolf, Franz Kafka, John Updike i del premi Nobel de Literatura Joseph Brodsky i d'altres escriptors. Va publicar set poemaris en letó i les seves obres s'han traduït a una quinzena de llengües. Eric Funk va compondre una simfonia per a contralt i orquestra amb la seva poesia, titulada This Eventide Seems Spoiled. Va fer col·laboracions amb revistes literarias com Avots, Aspazija, Vides Vēstis i Karogs.

## Premis
Ha rebut diversos premis:
- 1999- Premi de Poesia Bienek Horst per l'Acadèmia d'Art de Baviera
- 2000- Premi de Poesia Days' a Letònia
- 2003- Premi Anual de Literatura a la millor traducció de poesia
- 2013- Premi Literari Ojāra Vācieša[2]

## Obra
- Nāks dārzā māte. Rīga: Liesma, 1980
- Kāpu iela. Rīga: Liesma, 1986
- Nākamais autobuss [arī atdzeja]. Rīga: Liesma, 1990
- Pēdējā vasara. Rīga: Preses nams, 1995
- Bābeles nomalē. Rīga: Enigma, 1999
- Sārtu baložu bars [pastkaršu komplekts ar dzejoļiem]. Rīga, 1999
- Vēstuļu vējš. Rīga: Atēna, 2004
- ledusskapja šūpuļdziesma [dzeja un proza]. Rīga: Mansards, 2011

### Traduccions
- Die Untiefen des Verrats. Reinbek: Rowohlt, 1993.
- Lass mir das Meer. Reinbek: Rowohlt, 1996.
- Babylonischer Kiez. Reinbek: Rowohlt, 2000.
- Så som skymningen älskar dig. Lund Ariel Ellerström, 2002.
- Сумерки тебя любят. Riga: ALIS, 2005.
- Vihreäsilmäinen yö. Turku: Sammakko, 2006.
- Plaukiotoja naktimis. Šiauliai University, 2009.